# Linea C8 (Cercanías di Madrid)
La linea C8 delle Cercanías di Madrid collega la stazione di Atocha con le stazioni di Cercedilla o El Escorial.

## Stazioni
- Atocha         (Atocha )
- Recoletos
- Nuevos Ministerios       (Nuevos Ministerios   )
- Chamartín        (Chamartín  )
- Ramón y Cajal
- Pitis   (Pitis )
- Pinar
- Las Matas
- Torrelodones
- Galapagar-La Navata
- Villalba

### Ramo per El Escorial
- San Yago
- Las Zorreras
- El Escorial

### Ramo per Cercedilla
- Los Negrales
- Alpedrete
- Collado Mediano
- Los Molinos
- Cercedilla